# Thụy hương lá lanh
Thụy hương lá lanh (danh pháp hai phần: Daphne gnidium) là một loài thực vật thuộc chi Thụy hương (Daphne).
Thụy hương lá lanh có chứa chất độc mezerein và daphetoxin. Tất cả các bộ phận của cây đều được xem là độc tố cao 

## Hình ảnh

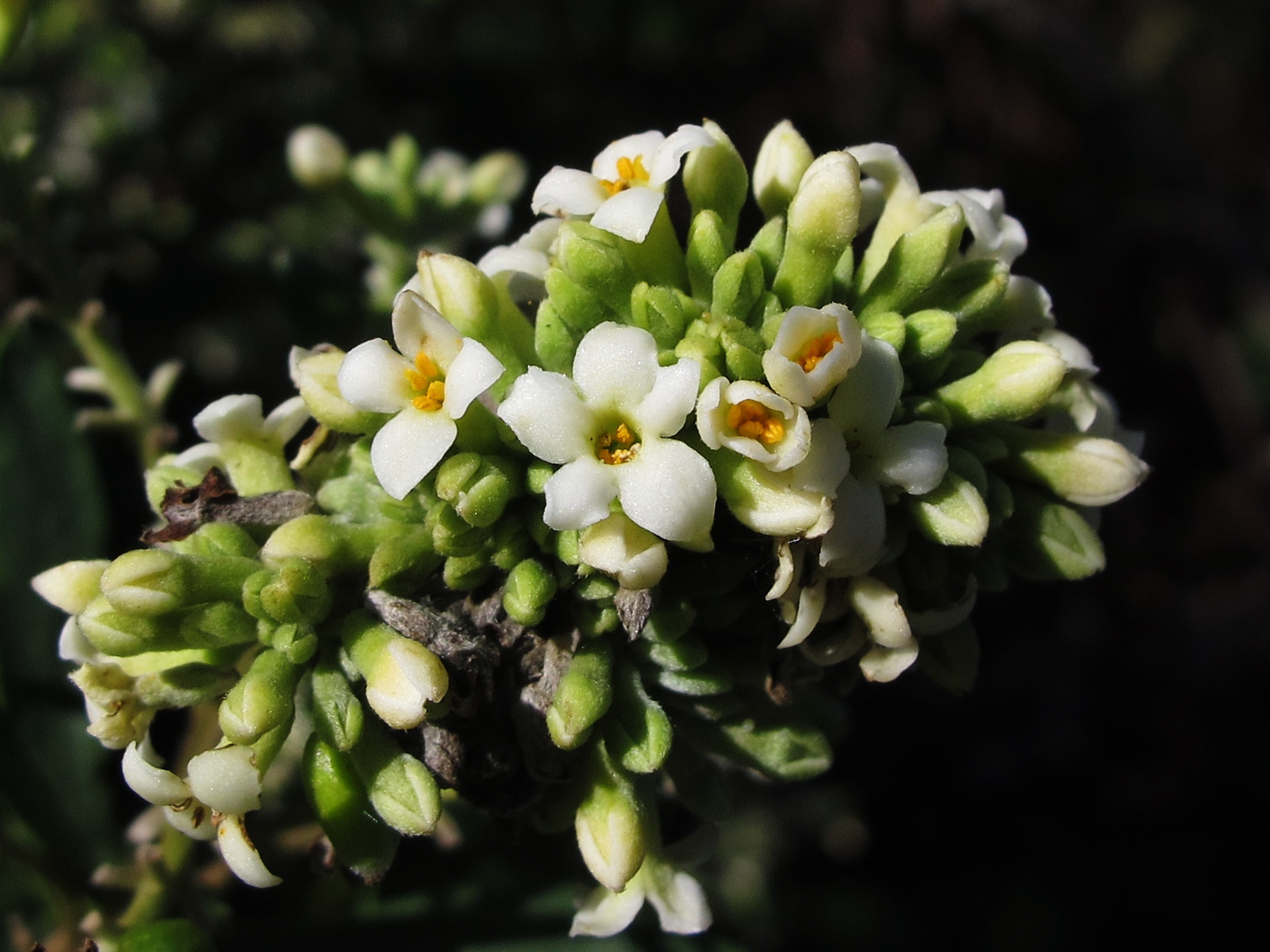
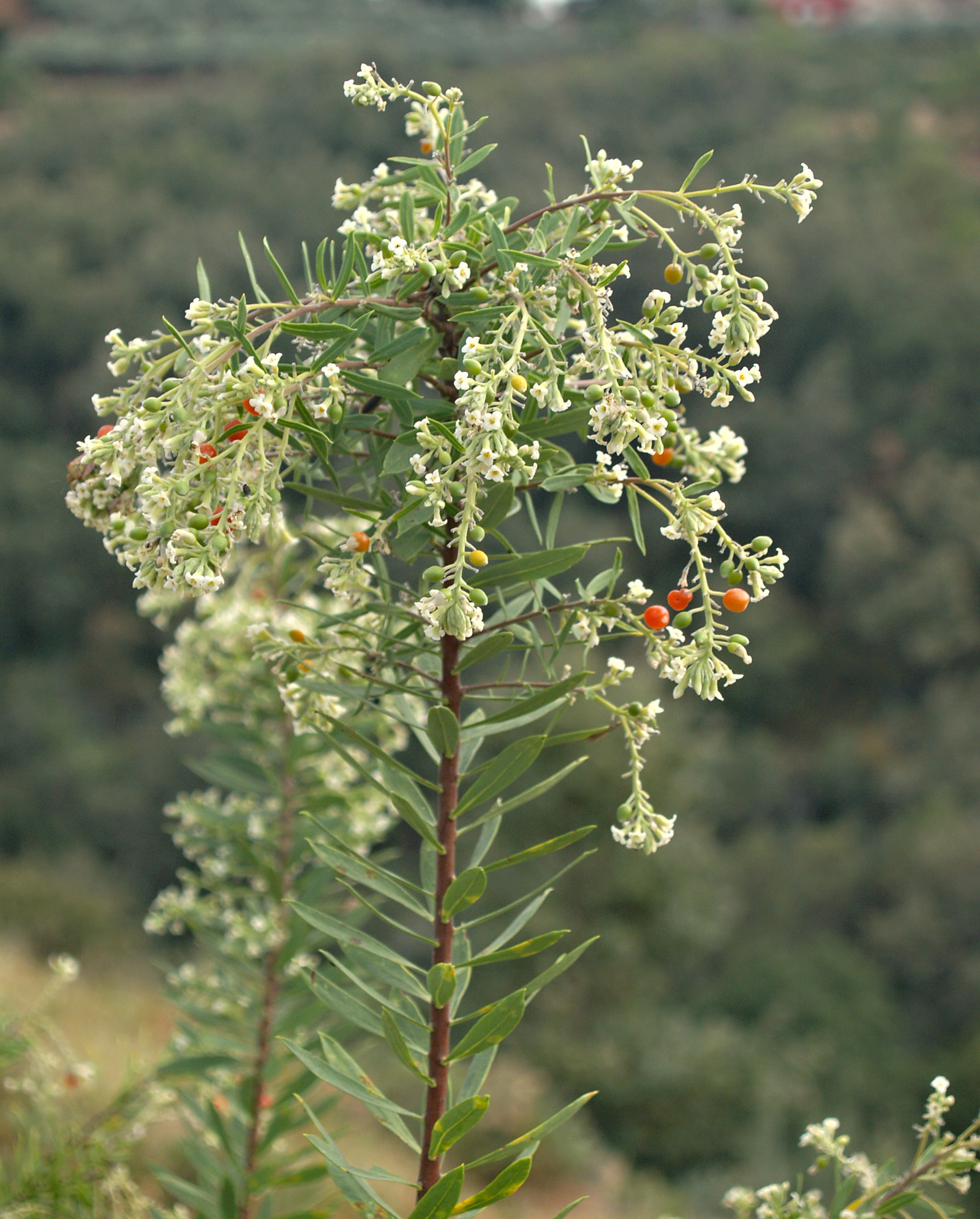
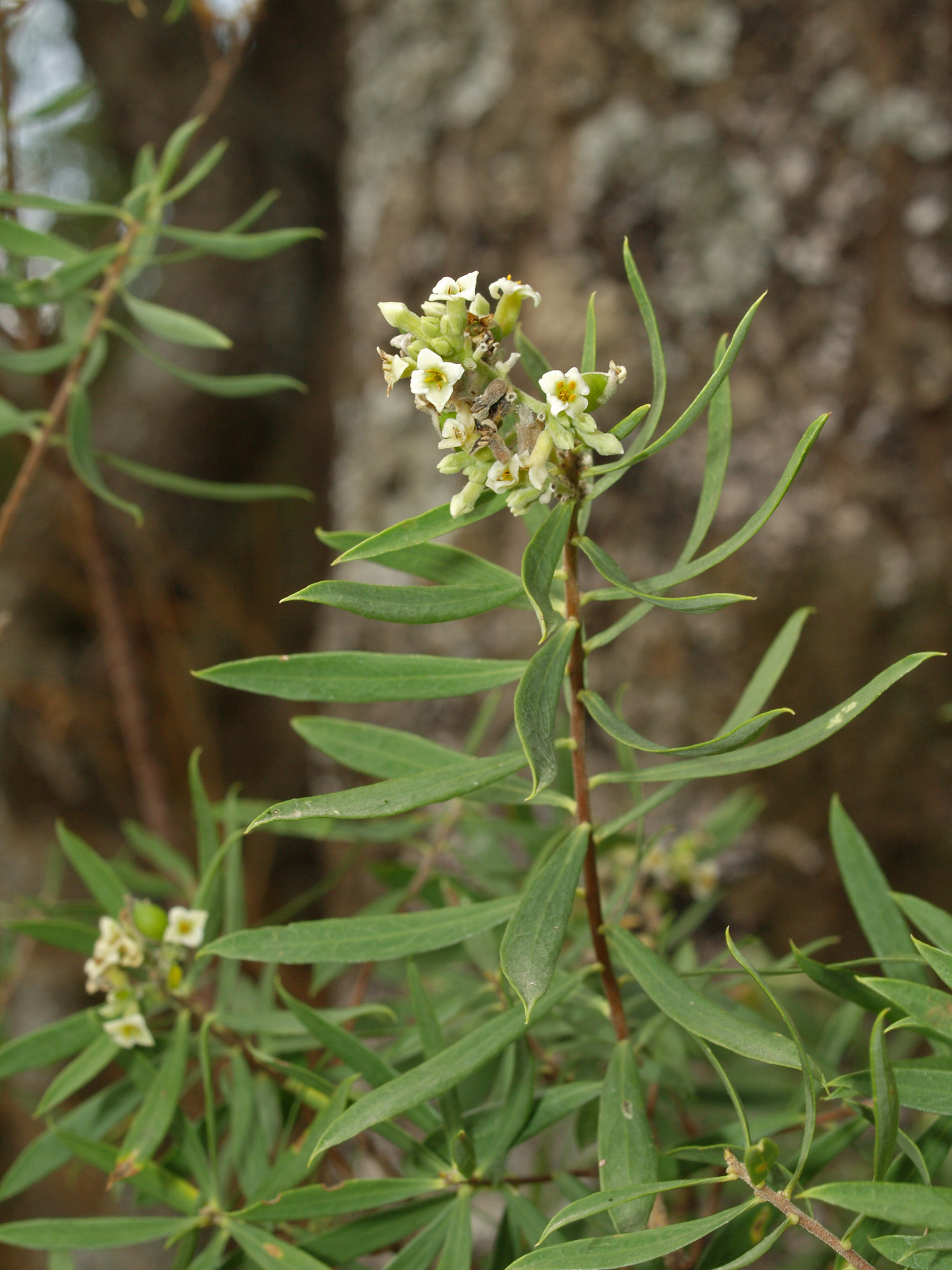
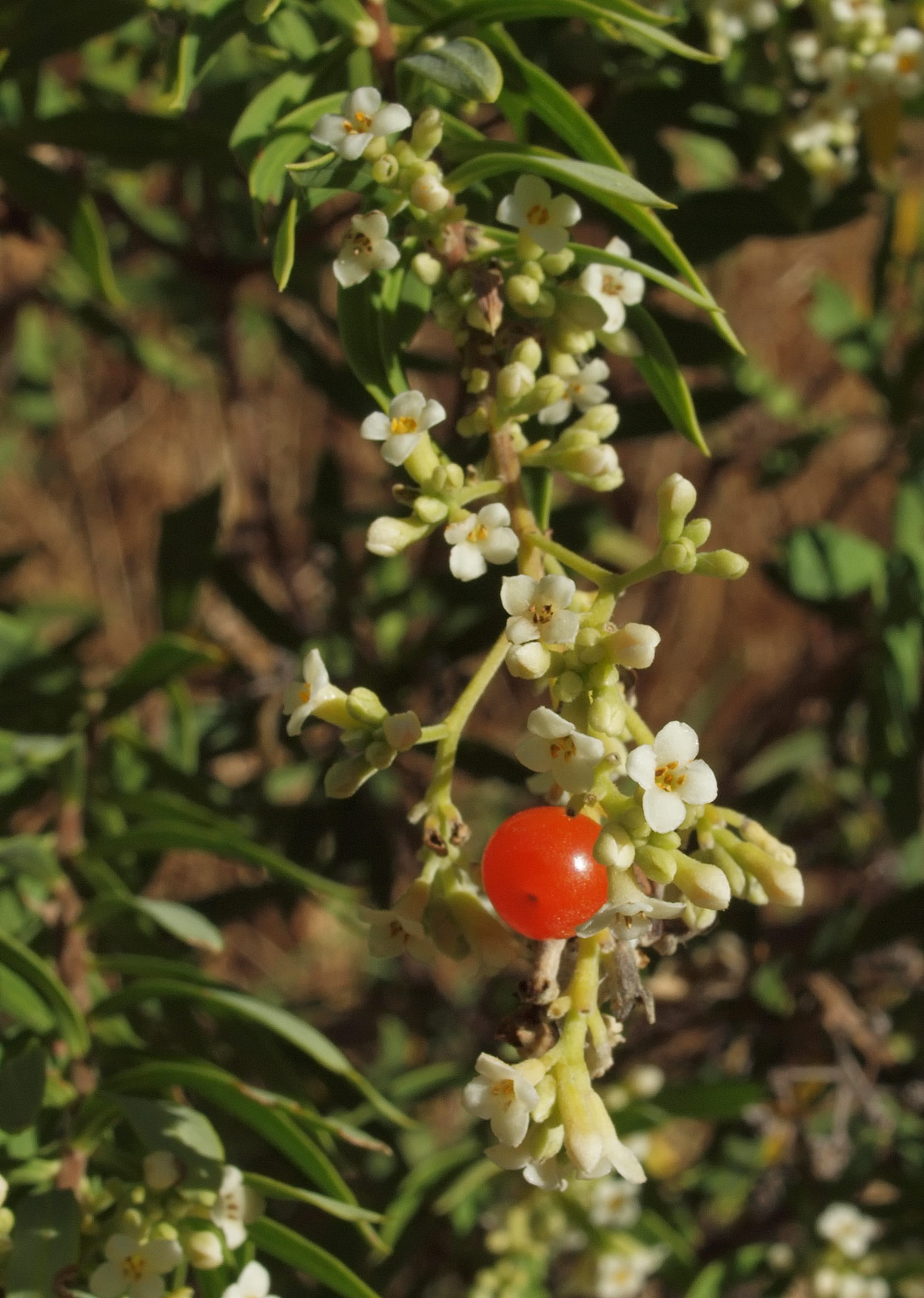

## Danh pháp đồng nghĩa
- Daphne orthophylla St.-Lag.
- Daphne paniculata Lam.
- Laureola gnidium (L.) Samp.
- Mistralia gnidium (L.) Fourr.
- Thymelaea gnidium (L.) All.